# Wera
Wera — imię żeńskie pochodzenia łacińskiego, stanowiące żeńską formę łacińskiego imienia Werus (pierwotnie cognomen), równe wyrazowi pospolitemu vera — "rzetelna, prawa, słuszna, sprawiedliwa". Forma ta jest również w użyciu jako zdrobnienie od imienia Weronika lub zachodnia adaptacja rosyjskiego imienia Wiera. Rozpowszechniła się ona być może pod wpływem działaczki socjalistycznej i komunistycznej Marii Koszutskiej, która przybrała pseudonim Wera Kostrzewa.
Wera imieniny obchodzi 24 stycznia, jako wspomnienie św. Wery z Clermont, wspominanej razem ze św. Suporyną".
Znane osoby noszące imię Wera:
- Vera Menchik
- Vera Salvequart
- Věra Suková
- Vera Farmiga